# Myrfotblomfluga
Myrfotblomfluga (Platycheirus podagratus) är en tvåvingeart som först beskrevs av Zetterstedt 1838.  Myrfotblomfluga ingår i släktet fotblomflugor, och familjen blomflugor. Arten är reproducerande i Sverige.